# Atletica leggera ai Giochi della X Olimpiade - Staffetta 4×100 metri maschile
La competizione della staffetta 4×100 metri maschile di atletica leggera ai Giochi della X Olimpiade si tenne nei giorni 6 e 7 agosto 1932 al Memorial Coliseum di Los Angeles.

## L'eccellenza mondiale
| Record mondiale (14 giugno 1932) | 40”6 | Germania    | Presente |
| Record olimpico: 1924 e 1928     | 41”0 | Stati Uniti | Presenti |

## Risultati
I dirigenti statunitensi decidono di schierare una staffetta composta di soli bianchi. Ecco perché del quartetto americano non fanno parte né Metcalfe né Tolan né Simpson.

In finale gli americani vincono di 9 metri sulla seconda classificata, la Germania, distruggendo il record del mondo, che era 40"6; l'Italia arriva dietro americani e tedeschi cogliendo uno splendido bronzo.

### Batterie
| Pos. | Nazione          | Atleti                                                                   | Tempo |
| ---- | ---------------- | ------------------------------------------------------------------------ | ----- |
| 1    | Germania         | Helmut Körnig Fritz Hendrix Erich Borchmeyer Arthur Jonath               | 41"2  |
| 2    | Giappone         | Takayoshi Yoshioka Chūhei Nanbu Izuo Anno Itaro Nakajima                 | 41"8  |
| 3    | Gran Bretagna    | Don Finlay Stanley Fuller Stanley Engelhart Ernie Page                   | 42"0  |
| 4    | Grecia           | Angelos Lambrou Khristos Mantikas Evangelos Moiropoulos Renos Frangoudis | 42"9  |
| 5    | India Britannica | Bunoo Sutton Ronald Vernieux Mehar Chand Dhawan Dickie Carr              | 43"7  |

| Pos. | Nazione     | Atleti                                                               | Tempo |
| ---- | ----------- | -------------------------------------------------------------------- | ----- |
| 1    | Stati Uniti | Bob Kiesel Emmett Toppino Hec Dyer Frank Wykoff                      | 40"6  |
| 2    | Italia      | Giuseppe Castelli Ruggero Maregatti Gabriele Salviati Edgardo Toetti | 42"8  |
| 3    | Canada      | Percy Williams James Brown Harold Wright Bert Pearson                | 45"0  |

### Finale
| Pos.    | Nazione       | Atleti                                                               | Tempo ufficiale | Tempo elettrico |
| ------- | ------------- | -------------------------------------------------------------------- | --------------- | --------------- |
| Oro     | Stati Uniti   | Bob Kiesel Emmett Toppino Hec Dyer Frank Wykoff                      | 40"0            | 40"10           |
| Argento | Germania      | Helmut Körnig Fritz Hendrix Erich Borchmeyer Arthur Jonath           | 40"9            |                 |
| Bronzo  | Italia        | Giuseppe Castelli Ruggero Maregatti Gabriele Salviati Edgardo Toetti | 41"2            |                 |
| 4       | Canada        | Percy Williams James Brown Harold Wright Bert Pearson                | 41"3            |                 |
| 5       | Giappone      | Takayoshi Yoshioka Chūhei Nanbu Izuo Anno Itaro Nakajima             | 41"3            |                 |
| 6       | Gran Bretagna | Don Finlay Stanley Fuller Stanley Engelhart Ernie Page               | 41"4            |                 |